# Toms Skujiņš
Toms Skujiņš (Sigulda, 15 giugno 1991) è un ciclista su strada lettone che corre per il team Lidl-Trek. Professionista dal 2016, ha vinto tre tappe al Tour of California e la Tre Valli Varesine 2018.

## Carriera
Nel 2018 passa alla Trek-Segafredo. Durante l'anno vince il Trofeo Lloseta-Andratx a Maiorca, una tappa e la classifica scalatori al Tour of California, il titolo nazionale a cronometro e la Tre Valli Varesine.
Nel 2019 si laurea campione lettone in linea, si piazza inoltre al nono posto alla Strade Bianche, quindicesimo nella prova su strada dell'europeo di Akmaar, undicesimo alle Primus Classic, ventunesimo nella prova su strada del mondiale di ciclismo nello Yorkshire, dopo essere stato in fuga, e terzo alla Tre Valli Varesine.
Il secondo posto alla Strade Bianche 2024  dietro a Tadej Pogačar è il piazzamento della definitiva consacrazione per il lettone.

## Palmarès

### Strada
- 2010 (Under-23)

1ª tappa Tour de Moselle
Norge Skyle Festival
- 2013 (Rietumu-Delfin, quattro vittorie)

2ª tappa Tour de Blida (Tipasa > Blida)
8ª tappa Corsa della Pace Under-23 (Jeseník > Jeseník)
Classifica generale Corsa della Pace Under-23
Campionati lettoni, Prova in linea Under-23
- 2014 (Hincapie Sportswear Development Team, tre vittorie)

2ª tappa Tour de Beauce (Lac-Mégantic > Lac-Mégantic)
5ª tappa Tour de Beauce (Saint-Georges > Saint-Georges)
Classifica generale Tour de Beauce
- 2015 (Hincapie Racing Team, due vittorie)

3ª tappa Tour of California (San Jose > San Jose)
Winston Salem Cycling Classic
- 2016 (Cannondale, una vittoria)

5ª tappa Tour of California (Lodi > South Lake Tahoe)
- 2017 (Cannondale-Drapac, una vittoria)

2ª tappa Settimana Internazionale di Coppi e Bartali (Riccione > Sogliano al Rubicone)
- 2018 (Trek-Segafredo, quattro vittorie)

Trofeo Lloseta-Andratx
3ª tappa Tour of California (King City > Laguna Seca Recreation Area)
Campionati lettoni, Prova a cronometro
Tre Valli Varesine
- 2019 (Trek-Segafredo, una vittoria)

Campionati lettoni, Prova in linea
- 2021 (Trek-Segafredo, due vittorie)

Campionati lettoni, Prova a cronometro
Campionati lettoni, Prova in linea
- 2022 (Trek-Segafredo, una vittoria)

Campionati lettoni, Prova a cronometro
- 2023 (Trek-Segafredo, una vittoria)

Campionati lettoni, Prova a cronometro
- 2025 (Lidl-Trek, due vittorie)

Campionati lettoni, Prova a cronometro
Campionati lettoni, Prova in linea

#### Altri successi
- 2014 (Hincapie Sportswear Development Team)

Classifica a punti Tour de Beauce
Classifica giovani Tour de Beauce
- 2018 (Trek-Segafredo)

Classifica scalatori Tour of California
- 2022 (Trek-Segafredo)

Classifica scalatori Giro di Romandia

### Gravel
- 2023

FNLD GRVL

## Piazzamenti

### Grandi Giri
- Giro d'Italia

2023: 31º
- Tour de France

2018: 82º
2019: 81º
2020: 81º
2021: 71º
2022: 60º
2024: 45º
2025: 95º
- Vuelta a España

2017: 123º

### Classiche monumento
- Milano-Sanremo

2017: 82º
2019: 83º
2021: 74º
2022: 88º
2023: 88º
2024: 32º
- Giro delle Fiandre

2016: 55º
2020: 81º
2022: 96º
2024: 10º
2025: 37º
- Parigi-Roubaix

2021: 44º
2022: ritirato
- Liegi-Bastogne-Liegi

2016: 38º
2017: 107º
2018: 88º
2019: 26º
2020: 35º
2021: 22º
2024: 48º
- Giro di Lombardia

2018: 44º
2019: 43º
2021: 27º

### Competizioni mondiali
- Campionati del mondo

Mosca 2009 - Cronometro Juniores: 37º
Mosca 2009 - In linea Juniores: 11º
Copenaghen 2011 - In linea Under-23: 35º
Valkenburg 2012 - In linea Under-23: 54º
Toscana 2013 - In linea Under-23: 5º
Ponferrada 2014 - In linea Elite: ritirato
Richmond 2015 - Cronosquadre: 21º
Innsbruck 2018 - Cronosquadre: 7º
Innsbruck 2018 - Cronometro Elite: 44º
Innsbruck 2018 - In linea Elite: 62º
Yorkshire 2019 - In linea Elite: 21º
Imola 2020 - In linea Elite: 29º
Fiandre 2021 - In linea Elite: 60º
Glasgow 2023 - In linea Elite: 8°
Glasgow 2023 - Cronometro Elite: 33º
Zurigo 2024 - In linea Elite: 4º
- Giochi olimpici

Rio de Janeiro 2016 - In linea: 59º
Tokyo 2020 - In linea: 22º
Tokyo 2020 - Cronometro: 30º
Parigi 2024 - In linea: 5º

### Competizioni europee
- Campionati europei

Verbania 2008 - In linea Juniores: 40º
Hooglede-Gits 2009 - In linea Juniores: 17º
Hooglede-Gits 2009 - Cronometro Juniores: 33º
Ankara 2010 - In linea Juniores: 35º
Ankara 2010 - Cronometro Juniores: 29º
Goes 2012 - In linea Under-23: 28º
Frýdek-Místek 2013 - Cronometro Under-23: 21º
Frýdek-Místek 2013 - In linea Under-23: 3º
Plumelec 2016 - In linea Elite: 19º
Alkmaar 2019 - In linea Elite: 15º
Monaco di Baviera 2022 - In linea Elite: 47º
Drenthe 2023 - In linea Elite: 13º
- Campionati europei di mountain bike

Lettonia 2016 - Marathon Elite: 8º
- Giochi europei

Baku 2015 - In linea: 22º